# Andrew Trim
Andrew Trim (n. 30 decembrie 1968, Sydney, Noul Wales de Sud, Australia) este un canoist ce a reprezentat Australia, medaliat olimpic. A participat la 3 ediții ale Jocurilor Olimpice (1992, 1996, 2000) în care a câștigat o medalie de argint și o medalie de bronz.